# Peter Anton von Brentano

Stammwappen derer von Brentano

Peter Anton von Brentano di Tremezzo (* 17. Oktober 1891 in Offenbach am Main; † 9. Juni 1956 in Nürnberg) war ein deutscher Verwaltungsjurist und Leiter der Bezirksamtsaußenstelle Bad Reichenhall des Bezirksamtes Berchtesgaden.

## Leben

### Herkunft und Familie
Peter Anton von Brentano entstammte der lombardischen Uradelsfamilie Tremezzo, die sich im Laufe des 17. Jahrhunderts in Frankfurt am Main ausbreitete. Er war der Sohn des Politikers Otto von Brentano di Tremezzo (1855–1927) und dessen Ehefrau Lila Beata geb. Schwerdt (1863–1948, Tochter des Philologen Franz Ignaz Schwerdt) und wuchs mit seinen Geschwistern  Maria (1884–1973, Nonne), Clemens(1886–1965, Botschafter), Franz (1888–1956, Konsul), Bernhard (1901–1964, Schriftsteller) und Heinrich (1904–1964, Bundesaußenminister) auf.

### Ausbildung und Beruf
Von Brentano studierte Rechtswissenschaften an der Justus-Liebig-Universität Gießen und der Ludwig-Maximilians-Universität München. Er musste am Ersten Weltkrieg als Frontkämpfer teilnehmen.
In den Jahren von 1931 bis 1935 war er Leiter der Bezirksamtsaußenstelle Bad Reichenhall des Bezirksamtes Berchtesgaden. Er wechselte zum Bezirksamt Regensburg und blieb dort bis 1943, als er bei der Regierung von Mittelfranken in Ansbach Fürsorgereferent wurde. Zum Jahresbeginn 1948 erhielt er dort die Ernennung zum Oberregierungsrat. Er verstarb im Amt.